# Shorttrack-Teamweltmeisterschaften 2003
Die Teamweltmeisterschaften 2003 im Shorttrack fanden vom 15. bis 16. März 2003 im Wintersportpalast in Sofia statt. Es war die erste Austragung der Teamtitelkämpfe in der bulgarischen Hauptstadt, zuvor fanden aber bereits die Individualweltmeisterschaften 1999 dort statt. Ausrichter war die Internationale Eislaufunion (ISU).
Es nahmen Teams aus zehn verschiedenen Ländern teil. Bei den Frauen setzte sich Südkorea überraschend vor den favorisierten Chinesinnen durch. Dahinter konnte Italien durch den Sieg im Staffelrennen hauchdünn die Bronzemedaille vor Kanada erringen. Bei den Männern gewann Kanada knapp vor Südkorea, das chinesische Team wurde Dritter.

## Reglement
Es nahmen bei den Frauen sieben und bei den Männern acht Mannschaften mit maximal fünf Athleten teil. Die sieben bzw. acht Mannschaften wurden auf zwei Gruppen aufgeteilt. Die erste Mannschaft jeder Gruppe qualifizierte sich direkt für das Finale, die zweit- und drittplatzierte Mannschaft für die Hoffnungsrunde, die viertplatzierte Mannschaft schied aus. Die ersten beiden Mannschaften der Hoffnungsrunde zogen ebenfalls ins Finale ein, während die dritt- bzw. viertplatzierte Mannschaft wiederum ausschied. Die Läufe der Vorrundengruppen und der Hoffnungsrunde wurden am ersten Wettkampftag absolviert, das Finale am zweiten.
Über 500 m und 1000 m traten in vier Läufen jeweils ein Athlet eines Landes gegeneinander an. Über 3000 m gab es nur einen Lauf, wobei jedes Land zwei Athleten einsetzte. In der Staffel starteten vier Läufer eines Landes. In jedem Einzelrennen bekam der Erste fünf Punkte, der Zweite drei Punkte, der Dritte zwei Punkte und der Vierte einen Punkt. In der Staffel wurden doppelt so viele Punkte vergeben, zehn für die erste Staffel, sechs für die zweite, vier für die dritte und zwei für die vierte. Bei einer Disqualifikation wurde kein Punkt zugesprochen. Die Addition aller Punkte der Athleten eines Landes entschied über die Platzierung.

## Ergebnisse

### Frauen
In der ersten Vorrundengruppe setzte sich China souverän durch und erreichte das Finale. Südkorea und Italien zogen in den Hoffnungslauf ein, während das russische Team ausschied. Die zweite Vorrundengruppe wurde von Kanadas Frauen dominiert, die direkt ins Finale einzogen. Dahinter erreichten Bulgarien und die USA die Hoffnungsrunde, die Niederlande schied knapp aus. In der Hoffnungsrunde setzten sich Südkorea und Italien durch und erreichten ebenfalls das Finale, Bulgarien und die USA schieden aus.
| Rang   | Land                | Läuferinnen         | 500 m    | 500 m  | 1000 m     | 1000 m | 3000 m     | 3000 m | 3000-m-Staffel | 3000-m-Staffel | Punkte Gesamt |
|        |                     |                     | Zeit (s) | Punkte | Zeit (min) | Punkte | Zeit (min) | Punkte | Zeit (min)     | Punkte         | Punkte Gesamt |
| ------ | ------------------- | ------------------- | -------- | ------ | ---------- | ------ | ---------- | ------ | -------------- | -------------- | ------------- |
| Finale |                     |                     |          |        |            |        |            |        |                |                |               |
| 1.     | Südkorea            | Kim Min-jee         | 45,862   | 5      | 1:33,744   | 5      | 6:20,363   | 3      | 4:27,245       | 6              | 44            |
| 1.     | Südkorea            | Choi Eun-kyung      | 45,415   | 3      | 1:33,041   | 5      | 6:20,311   | 5      | 4:27,245       | 6              | 44            |
| 1.     | Südkorea            | Cho Ha-ri           | 45,702   | 3      | 1:34,528   | 5      | –          | –      | 4:27,245       | 6              | 44            |
| 1.     | Südkorea            | Kim Min-jung        | 45,762   | 1      | 1:33,825   | 3      | –          | –      | 4:27,245       | 6              | 44            |
| 1.     | Südkorea            | Ko Gi-hyun          | –        | –      | –          | –      | –          | –      | 4:27,245       | 6              | 44            |
| 2.     | Volksrepublik China | Wang Meng           | 45,863   | 3      | 1:34,057   | 3      | –          | –      | DSQ            | 0              | 31            |
| 2.     | Volksrepublik China | Fu Tianyu           | 45,255   | 5      | 1:34,025   | 2      | –          | –      | DSQ            | 0              | 31            |
| 2.     | Volksrepublik China | Wang Chunlu         | 45,679   | 5      | –          | –      | –          | –      | DSQ            | 0              | 31            |
| 2.     | Volksrepublik China | Yang Yang (A)       | 45,191   | 5      | 1:33,050   | 3      | 6:21,253   | 0      | DSQ            | 0              | 31            |
| 2.     | Volksrepublik China | Liu Xiao Ying       | –        | –      | 1:34,616   | 3      | 6:20,381   | 2      | DSQ            | 0              | 31            |
| 3.     | Italien             | Catia Borrello      | 45,958   | 2      | –          | –      | –          | –      | 4:26,267       | 10             | 22            |
| 3.     | Italien             | Marta Capurso       | 45,579   | 2      | 1:33,289   | 2      | 6:27,386   | 0      | 4:26,267       | 10             | 22            |
| 3.     | Italien             | Katia Zini          | 45,859   | 1      | 1:34,060   | 1      | 6:29,860   | 0      | 4:26,267       | 10             | 22            |
| 3.     | Italien             | Mara Zini           | 45,655   | 2      | 1:34,311   | 1      | –          | –      | 4:26,267       | 10             | 22            |
| 3.     | Italien             | Evelina Rodigari    | –        | –      | 1:35,562   | 1      | –          | –      | 4:26,267       | 10             | 22            |
| 4.     | Kanada              | Tania Vicent        | 46,099   | 1      | 1:35,459   | 2      | –          | –      | 4:30,850       | 4              | 21            |
| 4.     | Kanada              | Amélie Goulet-Nadon | DSQ      | 0      | 1:33,112   | 5      | 6:20,590   | 1      | 4:30,850       | 4              | 21            |
| 4.     | Kanada              | Annie Perreault     | 45,756   | 2      | –          | –      | –          | –      | 4:30,850       | 4              | 21            |
| 4.     | Kanada              | Alanna Kraus        | 45,204   | 3      | 1:33,305   | 1      | –          | –      | 4:30,850       | 4              | 21            |
| 4.     | Kanada              | Amanda Overland     | –        | –      | 1:34,159   | 2      | 6:25,379   | 0      | 4:30,850       | 4              | 21            |

### Männer
In der ersten Vorrundengruppe setzte sich Kanada deutlich durch und zog ins Finale ein, während die USA und Italien die Hoffnungsrunde erreichten. Großbritannien schied abgeschlagen aus. Die zweite Gruppe war deutlich spannender. China siegte knapp vor Südkorea und erreichte direkt das Finale. Japan folgte Südkorea in die Hoffnungsrunde. Bulgarien schied aus dem Turnier aus. In der Hoffnungsrunde setzten sich mit Südkorea und Italien die Favoriten durch und erreichten ebenfalls das Finale.
| Rang   | Land                | Läufer                | 500 m    | 500 m  | 1000 m     | 1000 m | 3000 m     | 3000 m | 5000-m-Staffel | 5000-m-Staffel | Punkte Gesamt |
|        |                     |                       | Zeit (s) | Punkte | Zeit (min) | Punkte | Zeit (min) | Punkte | Zeit (min)     | Punkte         | Punkte Gesamt |
| ------ | ------------------- | --------------------- | -------- | ------ | ---------- | ------ | ---------- | ------ | -------------- | -------------- | ------------- |
| Finale |                     |                       |          |        |            |        |            |        |                |                |               |
| 1.     | Kanada              | Éric Bédard           | 42,729   | 3      | –          | –      | –          | –      | 6:57,910       | 10             | 42            |
| 1.     | Kanada              | Mathieu Turcotte      | 43,137   | 3      | 1:28,738   | 3      | –          | –      | 6:57,910       | 10             | 42            |
| 1.     | Kanada              | Jeffrey Scholten      | 42,364   | 5      | 1:29,012   | 5      | 5:06,893   | 1      | 6:57,910       | 10             | 42            |
| 1.     | Kanada              | Jean-François Monette | 42,181   | 5      | 1:28,337   | 3      | –          | –      | 6:57,910       | 10             | 42            |
| 1.     | Kanada              | Jonathan Guilmette    | –        | –      | 1:30,092   | 1      | 5:03,070   | 3      | 6:57,910       | 10             | 42            |
| 2.     | Südkorea            | Song Suk-woo          | 42,733   | 2      | 1:28,180   | 5      | 5:03,364   | 2      | 6:58,317       | 6              | 36            |
| 2.     | Südkorea            | Lee Seung-jae         | 42,771   | 5      | –          | –      | –          | –      | 6:58,317       | 6              | 36            |
| 2.     | Südkorea            | Oh Se-jong            | 42,981   | 1      | DSQ        | 0      | –          | –      | 6:58,317       | 6              | 36            |
| 2.     | Südkorea            | Ahn Hyun-soo          | 42,385   | 2      | 1:28,013   | 5      | 5:02,960   | 5      | 6:58,317       | 6              | 36            |
| 2.     | Südkorea            | Yeo Jun-hyung         | –        | –      | 1:28,825   | 3      | –          | –      | 6:58,317       | 6              | 36            |
| 3.     | Volksrepublik China | Li Jiajun             | 42,614   | 5      | DSQ        | 0      | DSQ        | 0      | DSQ            | 0              | 22            |
| 3.     | Volksrepublik China | Li Ye                 | 43,227   | 2      | 1:29,390   | 3      | –          | –      | DSQ            | 0              | 22            |
| 3.     | Volksrepublik China | Li Haonan             | 42,696   | 3      | –          | –      | –          | –      | DSQ            | 0              | 22            |
| 3.     | Volksrepublik China | Guo Wei               | 42,203   | 3      | 1:28,763   | 5      | –          | –      | DSQ            | 0              | 22            |
| 3.     | Volksrepublik China | Sui Baoku             | –        | –      | 1:28,554   | 1      | 5:17,124   | 0      | DSQ            | 0              | 22            |
| 4.     | Italien             | Maurizio Carnino      | DSQ      | 0      | –          | –      | –          | –      | 7:02,347       | 4              | 16            |
| 4.     | Italien             | Nicola Franceschina   | 43,349   | 1      | 1:29,805   | 2      | –          | –      | 7:02,347       | 4              | 16            |
| 4.     | Italien             | Nicola Rodigari       | 42,801   | 2      | 1:29,608   | 2      | –          | –      | 7:02,347       | 4              | 16            |
| 4.     | Italien             | Fabio Carta           | 42,558   | 1      | 1:28,462   | 2      | 5:12,357   | 0      | 7:02,347       | 4              | 16            |
| 4.     | Italien             | Michele Antonioli     | –        | –      | 1:28,994   | 2      | 5:10,811   | 0      | 7:02,347       | 4              | 16            |